# 10 Brygada Piechoty (UHA)
10 Brygada Piechoty – brygada piechoty Ukraińskiej Armii Halickiej.
Została utworzona w kwietniu 1919 z oddziałów grupy bojowej „Piłnicz” (dowodzonej przez płk Andrija Dołuda) i nosiła przydomek „Jaworiwska” lub „Janiwska”, należąc do I Korpusu UHA.
Walczyła przeciw Polakom pod briuchowiczami, Łysą Górą, Kulikowem, Nowym Sełem, Hertfeldem, Kamienobrodem, Bełzem, a później Płuhowem i Wyhnanką. Na froncie bolszewickim walczyła wraz z armijną grupą generała Antina Krawsa pod Winnicą, Kałyniwką, Kordiwką, Jurjiwką, Mikulińcami, 31 sierpnia 1919 weszła do Kijowa.
Dowódcą Brygady był kpt. Franz Kondraćkyj, później mjr Andrij Dołud.